# 岐阜紀念中心長良川競技場
岐阜紀念中心長良川競技場，簡稱長良川競技場，是一座體育場，岐阜縣所有，指定由岐阜縣體育事務振興事業團管理。為JAAF認定的第一級體育場，可以舉辦國際與全國大賽，還附設一座附屬體育場。
1991年正式啟用，後來因2012年即將舉辦國民體育大會，所以於2009年整修，2010年12月地面部分完工，2011年3月全數竣工。
此地可舉辦足球、橄欖球、陸上曲棍球比賽，而目前是日本職業足球聯賽球隊FC岐阜的主場，目前可容納31,000人。

## 球場設施

### 地面
總面積約20,867平方公尺，鋪設了全天候行樹脂，覆蓋在天然草皮上。
- 跑道長 - 400m
- 直線跑道 - 150m
- 障礙賽 - 3000m
- 足球場地 - 105m×68m
- 橄欖球場地 - 100m×68m
- 陸上曲棍球場地 - 91.4m×54.9m
- 附設體育場（JAAF公認第五級體育場）- 總面積13,925平方公尺，夜間比賽設備完備

## 外部連結
- 球場概要

35°26′29″N 136°45′58″E / 35.441337°N 136.766052°E